# Жозеф Луї Гей-Люссак
Жозе́ф Луї́ Гей-Люсса́к (фр. Joseph Louis Gay-Lussac; 6 грудня 1778 — 9 травня 1850) — французький хімік і фізик, член Французької академії наук (1806), іноземний почесний член Петербурзької АН (1826); його ім'я внесено до списку найвидатніших науковців Франції, розміщеного на першому поверсі Ейфелевої вежі.
Відкрив газові закони, названі його ім'ям. Здійснив фундаментальні дослідження у галузі фізичної, органічної та неорганічної хімії. Зробив вагомий внесок у вивчення галогенів. Сприяв поширенню об'ємних методів у аналітичній хімії.
Відкрив ціан (1815), розробив метод добування щавлевої кислоти. Сконструював башту із системою свинцевих камер, яка в технології отримання сульфатної кислоти має його ім'я. Винайшов зручну конструкцію пікнометра, яку названо на його честь.
Запропонував назву хімічного елемента Бор.

## Біографія

### Дитинство і юність
Жозеф Луї Гей-Люссак, один із найвизначніших французьких вчених, народився 6 грудня 1778 року в місті Сен-Леонар-де-Нобла (провінція Лімузен, сьогодні — у департаменті Верхня В'єнна). Його дід був медиком, а батько — королівським прокурором і суддею в Сен-Леонар-де-Нобла.
Коли Гей-Люссаку було 11 років, відбулася Велика французька революція 1789 року, яка різко змінила життя сім'ї. В 1793 році батько Гей-Люссака за «Законом про підозрілих» був заарештований і переведений у Париж. Туди ж вирушив Гей-Люссак із наміром клопотати за батька. Тут його намагалися направити в армію, що воювала у Вандеї, однак Гей-Люссаку, завдяки його юридичним знанням, вдалося уникнути призову.
Після державного перевороту 27 липня 1794 року (9 термідора II року за Французьким республіканським календарем), який скинув якобінську диктатуру, батько Гей-Люссака був звільнений. У 1795 році він відправив сина в пансіон Савуру в Парижі, який незабаром був закритий через той голод, і Гей-Люссак був переведений у пансіон Санса, що розташовувався в околицях Парижа.
26 грудня 1798 року (6 нівоза VI року), блискуче склавши екзамени, Гей-Люссак став вихованцем Політехнічної школи в Парижі з окладом 30 франків. У 1800 році, як один із найкращих учнів, він одержав місце в лабораторії відомого хіміка Бертолле. Тоді ж він став репетитором (асистентом) відомого хіміка Антуана де Фуркруа і, читаючи лекції, одержав популярність як один із найкращих викладачів Політехнічної школи.
Похований на паризькому цвинтарі Пер-Лашез. На його честь названо астероїд 11969 Гей-Люссак.

### Досліди з повітряною кулею (1804 рік)
У 1804 році Гей-Люссак здійснив підйом на повітряній кулі з метою визначити залежність магнітного поля Землі й температури атмосфери від висоти підйому. Проведені до цього досліди (вимірювання Сосюра в Альпах і підйоми на повітряних кулях Робертсона і Лоє в Гамбурзі 18 липня 1803 року та Робертсона і Захарова в Санкт-Петербурзі 30 червня 1804 року) виявили деяке зменшення магнітного поля з висотою. Молодим вченим Гей-Люссаку і Біо було доручено повторити ці експерименти.
Уранці 16 вересня 1804 року Гей-Люссак досяг висоти 7016 метрів, встановивши світовий рекорд висоти підйому на повітряній кулі. Тут він зробив заміри температури повітря, яка становила −9,5 °C проти +27,75 °C на поверхні землі. Тим самим Гей-Люссак довів, що сніг, який покриває найвищі вершини, не є результатом дії гір на навколишнє повітря. Водночас через надто велику швидкість підйому кулі Гей-Люссаку не вдалося виміряти точну залежність температури від висоти.
За допомогою гігрометра Соссюра Гей-Люссак виміряв також відносну вологість повітря, виявивши, що вона швидко зменшується з висотою. Ці виміри, проте, були визнані помилковими, тому що використовуваний прилад не брав до уваги зниження температури.
У 1804 році було вже відомо, що вміст кисню й азоту в повітрі однаковий на різних широтах і поблизу поверхні землі не залежить від висоти підйому. Гей-Люссак одержав зразок атмосферного повітря на висоті 6636 метрів, дослідження якого підтвердили ці дані та не виявили в повітрі домішок водню. Ці досліди спростували наявні на той час уявлення про те, що метеор та інші подібні явища викликані горінням водню у верхніх шарах атмосфери.
У процесі підйому Гей-Люссак досліджував фізіологічну дію розрідженого повітря на організм людини (утруднене дихання, почастішання серцебиття, сухість у горлі), проте вважав умови на висоті 7016 м досить прийнятними, щоб не переривати дослідження.
Напруженість геомагнітного поля визначалася звичайним для того часу способом — шляхом вимірювання періоду гойдання магнітної стрілки, відхиленої від положення рівноваги. Під час другого підйому Гей-Люссак отримав такі дані:
- 0 м — 4,22 с
- 4808 м — 4,28 с
- 5631 м — 4,25 с
- 6884 м — 4,17 с.

На підставі цих результатів Гей-Люссак і Біо зробили висновок про незмінність магнітного поля з висотою, що з урахуванням невисокої точності вимірювальних приладів того часу було практично правильним.

## Цікаві факти
- Великий учитель Гей-Люссака хімік Клод Бертолле, який помер у 1822 році, заповів своєму учневі шпагу пера Франції, оскільки не мав сумнівів, що з часом той увійде до палати перів. Проте обрання затягнулося на довгі роки, оскільки за тодішніми уявленнями перові Франції не личило займатися ручною працею.
- Відкриття газових законів послужило імпульсом для Авоґадро до проведення активних експериментів, що зрештою призвело до відкриття числа Авогадро (NA)[13].

## Наукові праці
Праці Гей-Люсака розміщено здебільшого в «Annales de chimie et de physique», які видавав спільно з Араґо (1815—1850). Багато звітів про дослідження Гей-Люсака вміщено в «Comptes Rendus» Паризької академії.
Окремі видання:
- «Mémoires sur l'analyse de l'air atmosphérique» (1804, разом із Гумбольдтом).
- «Recherches physicochimiques faites sur la pile» (1811, разом із Тенаром).
- «Instruction pour l'usage de l'alcoolom ètre centésimal» (1824), «Instruction sur l'essai de chlorure de chaux» (1824).
- «Instruction sur l'essai des matières d'argent par voi humide» (1833).
- «Cours de physique» (1827) і «Lecons de chimie» (1828).